# JEdit
A jEdit egy főleg (Java) programozóknak szánt szövegszerkesztő, amely a GNU GPL alatt érhető el. Fő fejlesztője az orosz születésű Szlava Pesztov, aki 1998 óta tökéletesíti a programot. Mivel Javaban készült, ezért futtatható Mac OS X, Windows, Linux és több más olyan operációs rendszeren, amelyen elérhető a Java futtatókörnyezet. Számos bővítmény érhető el hozzá, amelyek különböző hasznos funkciókat valósítanak meg (például tagek beillesztése, paraméterezés, tidy, értelmezők különféle nyelvekhez, IRC kliens). A beépített szintaxis kiemelés több mint 130-féle fájlformátumot támogat, és új formátumokhoz manuálisan is készíthető egy XML fájl segítségével.
A jEdit nagymértékben testre szabható, és kiegészíthető makrók írásával, amelyeket írhatunk BeanShell, Jython, JavaScript és más szkriptnyelvek segítségével. Készült hozzá egy Wikipédia-szerkesztést megkönnyítő bővítmény is, mwjed néven. A magyar Wikipédiát nem támogatja, de a  szintaxis kiemelője hasznos lehet.

## Fejlesztés
A jEdit fejlesztését 1998-ban kezdte  Slava Pestov, aki 2006-ban távozott a projektből és ráhagyta a fejlesztést a szabad szoftver közösségre.

## Fordítás
Ez a szócikk részben vagy egészben a jEdit című angol Wikipédia-szócikk fordításán alapul.  Az eredeti cikk szerkesztőit annak laptörténete sorolja fel. Ez a jelzés csupán a megfogalmazás eredetét és a szerzői jogokat jelzi, nem szolgál a cikkben szereplő információk forrásmegjelöléseként.

## Külső hivatkozások
- a jEdit weblapja (angolul)
- mwjed, a mediawiki bővítmény (angolul)
- Pestov blogja (angolul)